# Schwarze Zikade

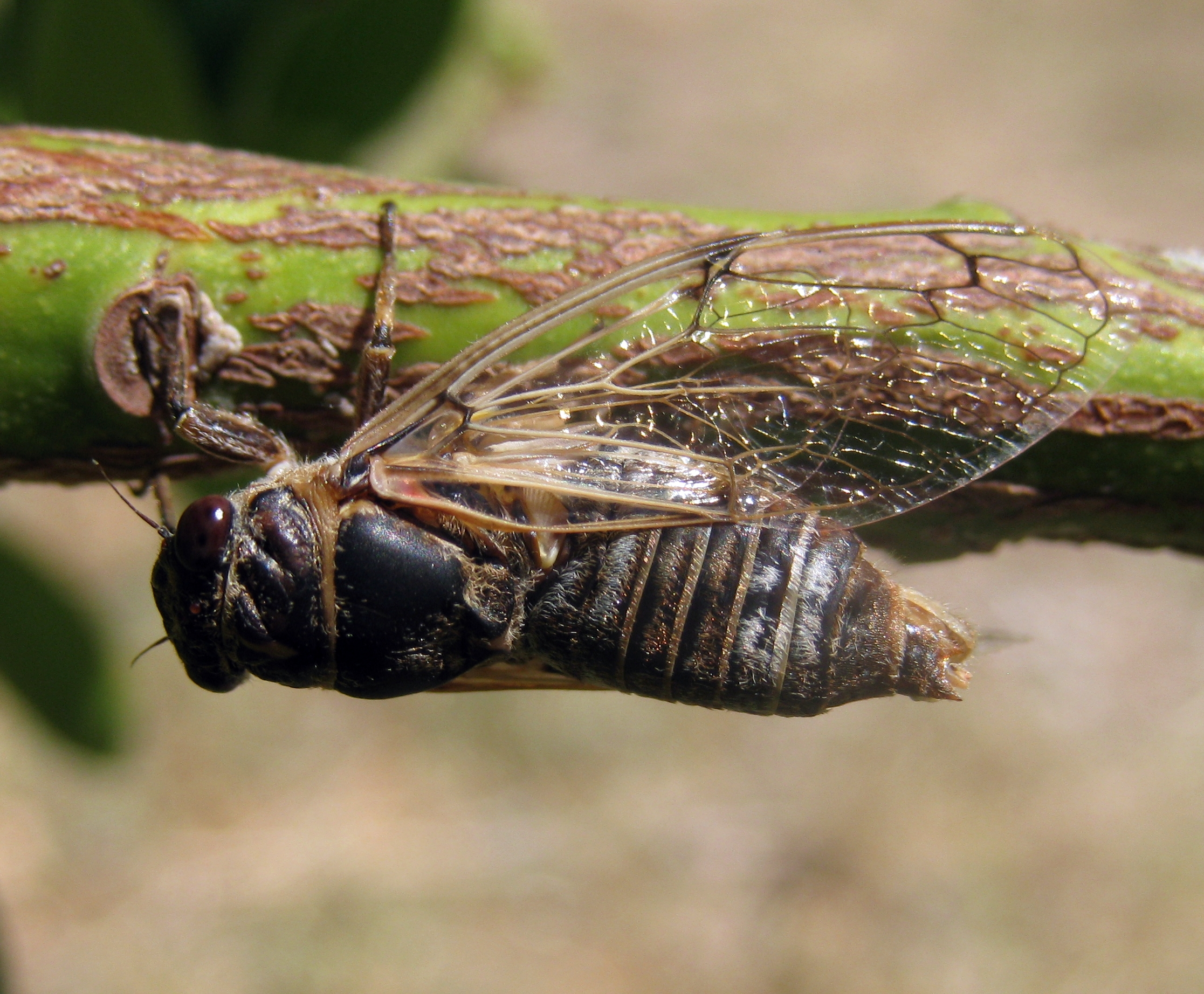
Ein Exemplar in der Natur

Die Schwarze Zikade (Cicadatra atra) ist eine vorwiegend im Mittelmeerraum beheimatete Art der Singzikaden.

## Merkmale
Der Körper ist schwarz bis grau marmoriert gefärbt. Die Tympanalorgane sind oben und an den Seiten frei, wie bei der Mannasingzikade (Cicada orni). Nahe der Vorderflügelspitze befinden sich zwei schwarze Punkte. Der Halsschild ist ausgedehnt gelb gefleckt, der Fleck ist häufig wie ein breiter Längsstreifen geformt. An den Femora der Vorderbeine sitzen 3 bis 4 Dornen, von denen der basale am längsten ist. Die Ocellen auf dem Kopf sind rot gefärbt. Im nördlichen Mittelmeerraum finden sich noch weitere Arten aus der gleichen Gattung, z. B. Cicadatra  platyptera, Cicadatra persica und Cicadatra hyalina.

## Verbreitung und Lebensraum
Die Art lebt in Südeuropa, nördlich ist sie bis in die Schweiz verbreitet. Bekannt ist sie aus dem östlichen Spanien, Südfrankreich, Italien und der Balkanhalbinsel südlich bis Griechenland, in die Türkei und auf Zypern. Es gibt auch Nachweise aus Nordafrika (Marokko und Libyen), Syrien, Aserbaidschan und dem Iran. In Südeuropa ist die Art stellenweise sehr häufig, im kontinentalen Mitteleuropa (nördlich bis Tschechien) kommt sie nur stellenweise vor.
Die Art findet sich auf vielen Bäumen und Sträuchern.

## Lebensweise
Die Imagines findet man von Juni bis September. Die Lauterzeugung erfolgt bei der Schwarzen Zikade nicht nur durch das Tymbalorgan, sondern auch durch die Flügel.

## Taxonomie
Die Art wurde 1790 von Guillaume-Antoine Olivier unter dem Namen Cicada atra erstbeschrieben. Weitere Synonyme und Falschschreibungen der Art lauten:
- Cicada afra Hagen, 1855
- Cicada arfa Sanborn, 2013
- Cicada concinna Herrich-Schäffer, 1835
- Cicada transversa Germar, 1830
- Cicada vitrea
- Cicada vitreus Fabricius, 1803
- Cicadatra arta Licent, 1912
- Cicadatra concinna Lodos & Kalkandelen, 1981
- Cicadatra hyalinata (Brullé, 1832)
- Cicadatra transversa
- Idiocerus auronitens Kirschbaum, 1868
- Idiocerus h-album Fieber, 1868
- Tettigia atra
- Tibicen hyalinatus Brullé, 1832
- Tibicen vitreus Brullé, 1832
- Tremulicerus vitreus (Fabricius, 1803)